# مقبس أس 1
مقبس أس 1 (بالإنجليزية: Socket S1) هو مقبس وحدة المعالجة المركزية أنتجته شركة إي أم دي و أُطلق في 17 مايو 2006 ليحل محل مقبس 754 للحواسيب المحمولة. وإن هذا المقبس يدعم نظام دي دي آر 2 ثنائي القنات لتتنافس الوحدات المستخدمة له مع وحدات إنتل كور 2 في الحواسيب المحمولة. وقد تم تبديل هذا المقبس بمقبس أس 1+ لاحقا.